# Europsko prvenstvo u vaterpolu – Eindhoven 2012.
Europsko prvenstvo u vaterpolu 2012. - 30. izdanje održalo se u nizozemskom gradu Eindhovenu.

## Sudionici
- Hrvatska (branitelj naslova)
- Italija
- Srbija
- Mađarska
- Crna Gora
- Nizozemska
- Španjolska
- Makedonija
- Rumunjska
- Turska
- Njemačka
- Grčka

## Skupina A
|  | Direktan plasman u poluzavršnicu |
|  | Plasman u četvrtzavršnicu        |
|  | Za plasman od 7. do 12. mjesta   |

|    | Reprezentacija | Bod. | Ut. | Pob. | N. | Por. | Pos. | Pri. | RP  |
| -- | -------------- | ---- | --- | ---- | -- | ---- | ---- | ---- | --- |
| 1. | Mađarska       | 15   | 5   | 5    | 0  | 0    | 76   | 32   | +44 |
| 2. | Italija        | 12   | 5   | 4    | 0  | 1    | 71   | 37   | +34 |
| 3. | Grčka          | 9    | 5   | 3    | 0  | 2    | 58   | 39   | +19 |
| 4. | Nizozemska     | 6    | 5   | 2    | 0  | 3    | 46   | 62   | -16 |
| 5. | Makedonija     | 3    | 5   | 1    | 0  | 4    | 44   | 53   | -9  |
| 6. | Turska         | 0    | 5   | 0    | 0  | 5    | 22   | 94   | -72 |

| 16. siječnja 2012. 13:00 | Izvješće | Makedonija                         | 16 – 4    | Turska   | Pieter van den Hoogenband Swim Stadium, Eindhoven Gledatelja: 150 Suci: Golijanin, Teixido |
| 16. siječnja 2012. 13:00 | Izvješće | Po četvrtinama: 3:1, 2:0, 6:0, 5:3 |           |          | Pieter van den Hoogenband Swim Stadium, Eindhoven Gledatelja: 150 Suci: Golijanin, Teixido |
| 16. siječnja 2012. 13:00 | Izvješće | Randžić, Letica 4                  | Strijelci | Hantal 2 | Pieter van den Hoogenband Swim Stadium, Eindhoven Gledatelja: 150 Suci: Golijanin, Teixido |

| 16. siječnja 2012. 19:45 | Izvješće | Grčka                              | 14 – 12   | Nizozemska   | Pieter van den Hoogenband Swim Stadium, Eindhoven Gledatelja: 800 Suci: Spiegel, Alexandrescu |
| 16. siječnja 2012. 19:45 | Izvješće | Po četvrtinama: 4:3, 5:3, 2:3, 3:3 |           |              | Pieter van den Hoogenband Swim Stadium, Eindhoven Gledatelja: 800 Suci: Spiegel, Alexandrescu |
| 16. siječnja 2012. 19:45 | Izvješće | Miralis 4                          | Strijelci | Gottemaker 3 | Pieter van den Hoogenband Swim Stadium, Eindhoven Gledatelja: 800 Suci: Spiegel, Alexandrescu |

| 16. siječnja 2012. 21:15 | Izvješće | Mađarska                           | 12 – 8    | Italija             | Pieter van den Hoogenband Swim Stadium, Eindhoven Gledatelja: 750 Suci: Brguljan, Buch |
| 16. siječnja 2012. 21:15 | Izvješće | Po četvrtinama: 2:3, 5:0, 4:3, 1:2 |           |                     | Pieter van den Hoogenband Swim Stadium, Eindhoven Gledatelja: 750 Suci: Brguljan, Buch |
| 16. siječnja 2012. 21:15 | Izvješće | Kiss, Szivos, Steinmetz, Harai 2   | Strijelci | Figlioli, Aicardi 2 | Pieter van den Hoogenband Swim Stadium, Eindhoven Gledatelja: 750 Suci: Brguljan, Buch |

| 17. siječnja 2012. 13:00 | Izvješće | Makedonija                         | 6 – 10    | Grčka     | Pieter van den Hoogenband Swim Stadium, Eindhoven Gledatelja: 250 Suci: Koryzna, Spiegel |
| 17. siječnja 2012. 13:00 | Izvješće | Po četvrtinama: 0:2, 1:2, 1:2, 4:4 |           |           | Pieter van den Hoogenband Swim Stadium, Eindhoven Gledatelja: 250 Suci: Koryzna, Spiegel |
| 17. siječnja 2012. 13:00 | Izvješće | Mišić 2                            | Strijelci | Miralis 4 | Pieter van den Hoogenband Swim Stadium, Eindhoven Gledatelja: 250 Suci: Koryzna, Spiegel |

| 17. siječnja 2012. 19:00 | Izvješće | Nizozemska                         | 6 – 19    | Mađarska | Pieter van den Hoogenband Swim Stadium, Eindhoven Gledatelja: 900 Suci: Grandin, Periš |
| 17. siječnja 2012. 19:00 | Izvješće | Po četvrtinama: 2:2, 1:4, 2:5, 1:8 |           |          | Pieter van den Hoogenband Swim Stadium, Eindhoven Gledatelja: 900 Suci: Grandin, Periš |
| 17. siječnja 2012. 19:00 | Izvješće | Gottemaker, Kramer 2               | Strijelci | Kiss 5   | Pieter van den Hoogenband Swim Stadium, Eindhoven Gledatelja: 900 Suci: Grandin, Periš |

| 17. siječnja 2012. 20:30 | Izvješće | Turska                             | 7 – 24    | Italija  | Pieter van den Hoogenband Swim Stadium, Eindhoven Gledatelja: 300 Suci: Golijanin, Levin |
| 17. siječnja 2012. 20:30 | Izvješće | Po četvrtinama: 2:7, 1:4, 3:6, 1:7 |           |          | Pieter van den Hoogenband Swim Stadium, Eindhoven Gledatelja: 300 Suci: Golijanin, Levin |
| 17. siječnja 2012. 20:30 | Izvješće | Okman 3                            | Strijelci | Acardi 5 | Pieter van den Hoogenband Swim Stadium, Eindhoven Gledatelja: 300 Suci: Golijanin, Levin |

| 19. siječnja 2012. 13:00 | Izvješće | Mađarska                           | 14 – 9    | Makedonija | Pieter van den Hoogenband Swim Stadium, Eindhoven Gledatelja: 350 Suci: Alexandrescu, Brguljan |
| 19. siječnja 2012. 13:00 | Izvješće | Po četvrtinama: 4:2, 4:4, 2:1, 4:2 |           |            | Pieter van den Hoogenband Swim Stadium, Eindhoven Gledatelja: 350 Suci: Alexandrescu, Brguljan |
| 19. siječnja 2012. 13:00 | Izvješće | Madaras, Varga 3                   | Strijelci | Kalinić 2  | Pieter van den Hoogenband Swim Stadium, Eindhoven Gledatelja: 350 Suci: Alexandrescu, Brguljan |

| 19. siječnja 2012. 14:30 | Izvješće | Grčka                              | 20 – 2    | Turska    | Pieter van den Hoogenband Swim Stadium, Eindhoven Gledatelja: 250 Suci: Periš, Detko |
| 19. siječnja 2012. 14:30 | Izvješće | Po četvrtinama: 1:0, 6:0, 4:2, 9:0 |           |           | Pieter van den Hoogenband Swim Stadium, Eindhoven Gledatelja: 250 Suci: Periš, Detko |
| 19. siječnja 2012. 14:30 | Izvješće | Miralis 4                          | Strijelci | Cagatay 2 | Pieter van den Hoogenband Swim Stadium, Eindhoven Gledatelja: 250 Suci: Periš, Detko |

| 19. siječnja 2012. 19:00 | Izvješće | Italija                            | 14 – 6    | Nizozemska                    | Pieter van den Hoogenband Swim Stadium, Eindhoven Gledatelja: 1 200 Suci: Spiegel, Buch |
| 19. siječnja 2012. 19:00 | Izvješće | Po četvrtinama: 3:2, 4:2, 5:1, 2:1 |           |                               | Pieter van den Hoogenband Swim Stadium, Eindhoven Gledatelja: 1 200 Suci: Spiegel, Buch |
| 19. siječnja 2012. 19:00 | Izvješće | Giorgetti 5                        | Strijelci | Kramer, Gottemaker, Spijker 2 | Pieter van den Hoogenband Swim Stadium, Eindhoven Gledatelja: 1 200 Suci: Spiegel, Buch |

| 21. siječnja 2012. 14:30 | Izvješće | Makedonija                         | 5 – 15    | Italija    | Pieter van den Hoogenband Swim Stadium, Eindhoven Gledatelja: 950 Suci: Brguljan, Periš |
| 21. siječnja 2012. 14:30 | Izvješće | Po četvrtinama: 2:3, 1:2, 1:5, 1:5 |           |            | Pieter van den Hoogenband Swim Stadium, Eindhoven Gledatelja: 950 Suci: Brguljan, Periš |
| 21. siječnja 2012. 14:30 | Izvješće | Pet igrača po jedan gol            | Strijelci | Figlioli 4 | Pieter van den Hoogenband Swim Stadium, Eindhoven Gledatelja: 950 Suci: Brguljan, Periš |

| 21. siječnja 2012. 16:00 | Izvješće | Turska                             | 7 – 12    | Nizozemska | Pieter van den Hoogenband Swim Stadium, Eindhoven Gledatelja: 1 500 Suci: Spiegel, Teixido |
| 21. siječnja 2012. 16:00 | Izvješće | Po četvrtinama: 2:3, 3:6, 2:2, 0:2 |           |            | Pieter van den Hoogenband Swim Stadium, Eindhoven Gledatelja: 1 500 Suci: Spiegel, Teixido |
| 21. siječnja 2012. 16:00 | Izvješće | Hantal 3                           | Strijelci | Gerritse 4 | Pieter van den Hoogenband Swim Stadium, Eindhoven Gledatelja: 1 500 Suci: Spiegel, Teixido |

| 21. siječnja 2012. 19:00 | Izvješće | Grčka                              | 7 – 9     | Mađarska      | Pieter van den Hoogenband Swim Stadium, Eindhoven Gledatelja: 1 200 Suci: Buch, Golijanin |
| 21. siječnja 2012. 19:00 | Izvješće | Po četvrtinama: 1:2, 2:4, 3:2, 1:1 |           |               | Pieter van den Hoogenband Swim Stadium, Eindhoven Gledatelja: 1 200 Suci: Buch, Golijanin |
| 21. siječnja 2012. 19:00 | Izvješće | Theodoropoulos 3                   | Strijelci | Kiss, Biros 2 | Pieter van den Hoogenband Swim Stadium, Eindhoven Gledatelja: 1 200 Suci: Buch, Golijanin |

| 23. siječnja 2012. 14:30 | Izvješće | Turska                             | 2 – 22    | Mađarska | Pieter van den Hoogenband Swim Stadium, Eindhoven Gledatelja: 250 Suci: Mauss, Detko (GBR) |
| 23. siječnja 2012. 14:30 | Izvješće | Po četvrtinama: 0:6, 1:6, 0:4, 1:6 |           |          | Pieter van den Hoogenband Swim Stadium, Eindhoven Gledatelja: 250 Suci: Mauss, Detko (GBR) |
| 23. siječnja 2012. 14:30 | Izvješće | Hantal 2                           | Strijelci | Harai 4  | Pieter van den Hoogenband Swim Stadium, Eindhoven Gledatelja: 250 Suci: Mauss, Detko (GBR) |

| 23. siječnja 2012. 19:00 | Izvješće | Makedonija                         | 8 – 10    | Nizozemska | Pieter van den Hoogenband Swim Stadium, Eindhoven Gledatelja: 1 200 Suci: Buch, Vasileiou |
| 23. siječnja 2012. 19:00 | Izvješće | Po četvrtinama: 4:2, 0:2, 2:3, 2:3 |           |            | Pieter van den Hoogenband Swim Stadium, Eindhoven Gledatelja: 1 200 Suci: Buch, Vasileiou |
| 23. siječnja 2012. 19:00 | Izvješće | Kalinić 4                          | Strijelci | Gerritse 3 | Pieter van den Hoogenband Swim Stadium, Eindhoven Gledatelja: 1 200 Suci: Buch, Vasileiou |

| 23. siječnja 2012. 20:30 | Izvješće | Italija                            | 10 – 7    | Grčka              | Pieter van den Hoogenband Swim Stadium, Eindhoven Gledatelja: 1 000 Suci: Koryzna, Koganov |
| 23. siječnja 2012. 20:30 | Izvješće | Po četvrtinama: 2:3, 5:1, 1:2, 2:1 |           |                    | Pieter van den Hoogenband Swim Stadium, Eindhoven Gledatelja: 1 000 Suci: Koryzna, Koganov |
| 23. siječnja 2012. 20:30 | Izvješće | Figlioli, Giorgetti 2              | Strijelci | Miralis, Ntoskas 3 | Pieter van den Hoogenband Swim Stadium, Eindhoven Gledatelja: 1 000 Suci: Koryzna, Koganov |

## Skupina B
|  | Direktan plasman u poluzavršnicu |
|  | Plasman u četvrtzavršnicu        |
|  | Za plasman od 7. do 12. mjesta   |

|    | Reprezentacija | Bod. | Ut. | Pob. | N. | Por. | Pos. | Pri. | RP  |
| -- | -------------- | ---- | --- | ---- | -- | ---- | ---- | ---- | --- |
| 1. | Srbija         | 12   | 5   | 4    | 0  | 1    | 57   | 45   | +12 |
| 2. | Crna Gora      | 10   | 5   | 3    | 1  | 1    | 53   | 42   | +11 |
| 3. | Njemačka       | 9    | 5   | 3    | 0  | 2    | 55   | 54   | +1  |
| 4. | Hrvatska       | 9    | 5   | 3    | 0  | 2    | 52   | 50   | +2  |
| 5. | Španjolska     | 4    | 5   | 1    | 1  | 3    | 47   | 55   | -8  |
| 6. | Rumunjska      | 0    | 5   | 0    | 0  | 5    | 39   | 57   | -18 |

| 16. siječnja 2012. 14:30 | Izvješće | Hrvatska                           | 10 – 7    | Rumunjska   | Pieter van den Hoogenband Swim Stadium, Eindhoven Gledatelja: 250 Suci: Gomez, Taylan |
| 16. siječnja 2012. 14:30 | Izvješće | Po četvrtinama: 2:1, 3:2, 2:1, 3:3 |           |             | Pieter van den Hoogenband Swim Stadium, Eindhoven Gledatelja: 250 Suci: Gomez, Taylan |
| 16. siječnja 2012. 14:30 | Izvješće | Bošković 3                         | Strijelci | Georgescu 2 | Pieter van den Hoogenband Swim Stadium, Eindhoven Gledatelja: 250 Suci: Gomez, Taylan |

| 16. siječnja 2012. 16:00 | Izvješće | Njemačka                           | 7 – 13    | Crna Gora    | Pieter van den Hoogenband Swim Stadium, Eindhoven Gledatelja: 350 Suci: Levin, Sadekov |
| 16. siječnja 2012. 16:00 | Izvješće | Po četvrtinama: 1:4, 2:1, 2:3, 2:5 |           |              | Pieter van den Hoogenband Swim Stadium, Eindhoven Gledatelja: 350 Suci: Levin, Sadekov |
| 16. siječnja 2012. 16:00 | Izvješće | Schueler 3                         | Strijelci | M. Janović 5 | Pieter van den Hoogenband Swim Stadium, Eindhoven Gledatelja: 350 Suci: Levin, Sadekov |

| 16. siječnja 2012. 17:30 | Izvješće | Srbija                             | 8 – 5     | Španjolska | Pieter van den Hoogenband Swim Stadium, Eindhoven Gledatelja: 500 Suci: Koryzna, Vasileiou |
| 16. siječnja 2012. 17:30 | Izvješće | Po četvrtinama: 1:0, 2:3, 3:1, 2:1 |           |            | Pieter van den Hoogenband Swim Stadium, Eindhoven Gledatelja: 500 Suci: Koryzna, Vasileiou |
| 16. siječnja 2012. 17:30 | Izvješće | Udovičić 3                         | Strijelci | Perrone 2  | Pieter van den Hoogenband Swim Stadium, Eindhoven Gledatelja: 500 Suci: Koryzna, Vasileiou |

| 17. siječnja 2012. 14:30 | Izvješće | Srbija                             | 13 – 12   | Njemačka  | Pieter van den Hoogenband Swim Stadium, Eindhoven Gledatelja: 550 Suci: Koganov, Vogel |
| 17. siječnja 2012. 14:30 | Izvješće | Po četvrtinama: 2:3, 5:2, 4:4, 2:3 |           |           | Pieter van den Hoogenband Swim Stadium, Eindhoven Gledatelja: 550 Suci: Koganov, Vogel |
| 17. siječnja 2012. 14:30 | Izvješće | Pijetlović 4                       | Strijelci | Politze 4 | Pieter van den Hoogenband Swim Stadium, Eindhoven Gledatelja: 550 Suci: Koganov, Vogel |

| 17. siječnja 2012. 16:00 | Izvješće | Španjolska                         | 12 – 10   | Rumunjska                     | Pieter van den Hoogenband Swim Stadium, Eindhoven Gledatelja: 400 Suci: Bianchi, Bervoest |
| 17. siječnja 2012. 16:00 | Izvješće | Po četvrtinama: 4:4, 3:3, 3:2, 2:1 |           |                               | Pieter van den Hoogenband Swim Stadium, Eindhoven Gledatelja: 400 Suci: Bianchi, Bervoest |
| 17. siječnja 2012. 16:00 | Izvješće | Mallarach 4                        | Strijelci | Matei Guiman, Negrean, Radu 2 | Pieter van den Hoogenband Swim Stadium, Eindhoven Gledatelja: 400 Suci: Bianchi, Bervoest |

| 17. siječnja 2012. 17:30 | Izvješće | Crna Gora                          | 8 – 10    | Hrvatska | Pieter van den Hoogenband Swim Stadium, Eindhoven Gledatelja: 650 Suci: Vasileiou, Sadekov |
| 17. siječnja 2012. 17:30 | Izvješće | Po četvrtinama: 2:3, 3:2, 3:3, 0:2 |           |          | Pieter van den Hoogenband Swim Stadium, Eindhoven Gledatelja: 650 Suci: Vasileiou, Sadekov |
| 17. siječnja 2012. 17:30 | Izvješće | Radović, Zloković, Gojković 2      | Strijelci | Dobud 3  | Pieter van den Hoogenband Swim Stadium, Eindhoven Gledatelja: 650 Suci: Vasileiou, Sadekov |

| 19. siječnja 2012. 16:00 | Izvješće | Njemačka                           | 16 – 10   | Španjolska | Pieter van den Hoogenband Swim Stadium, Eindhoven Gledatelja: 650 Suci: Fekete, Koryzna |
| 19. siječnja 2012. 16:00 | Izvješće | Po četvrtinama: 4:2, 5:4, 4:2, 3:2 |           |            | Pieter van den Hoogenband Swim Stadium, Eindhoven Gledatelja: 650 Suci: Fekete, Koryzna |
| 19. siječnja 2012. 16:00 | Izvješće | Politze, Kreuzmann 4               | Strijelci | Perrone 3  | Pieter van den Hoogenband Swim Stadium, Eindhoven Gledatelja: 650 Suci: Fekete, Koryzna |

| 19. siječnja 2012. 17:30 | Izvješće | Hrvatska                           | 12 – 15   | Srbija     | Pieter van den Hoogenband Swim Stadium, Eindhoven Gledatelja: 1 200 Suci: Bianchi, Levin |
| 19. siječnja 2012. 17:30 | Izvješće | Po četvrtinama: 2:2, 4:6, 3:3, 3:4 |           |            | Pieter van den Hoogenband Swim Stadium, Eindhoven Gledatelja: 1 200 Suci: Bianchi, Levin |
| 19. siječnja 2012. 17:30 | Izvješće | Sukno 4                            | Strijelci | Udovičić 3 | Pieter van den Hoogenband Swim Stadium, Eindhoven Gledatelja: 1 200 Suci: Bianchi, Levin |

| 19. siječnja 2012. 20:30 | Izvješće | Rumunjska                          | 8 – 11    | Crna Gora    | Pieter van den Hoogenband Swim Stadium, Eindhoven Gledatelja: 400 Suci: Taylan, Gomez |
| 19. siječnja 2012. 20:30 | Izvješće | Po četvrtinama: 2:5, 2:3, 1:1, 3:2 |           |              | Pieter van den Hoogenband Swim Stadium, Eindhoven Gledatelja: 400 Suci: Taylan, Gomez |
| 19. siječnja 2012. 20:30 | Izvješće | Ghiban 3                           | Strijelci | M. Janović 3 | Pieter van den Hoogenband Swim Stadium, Eindhoven Gledatelja: 400 Suci: Taylan, Gomez |

| 21. siječnja 2012. 13:30 | Izvješće | Srbija                             | 14 – 5    | Rumunjska        | Pieter van den Hoogenband Swim Stadium, Eindhoven Gledatelja: 700 Suci: Taylan, Koryzna |
| 21. siječnja 2012. 13:30 | Izvješće | Po četvrtinama: 3:0, 4:0, 3:1, 4:4 |           |                  | Pieter van den Hoogenband Swim Stadium, Eindhoven Gledatelja: 700 Suci: Taylan, Koryzna |
| 21. siječnja 2012. 13:30 | Izvješće | Pijetlović 4                       | Strijelci | Iosep, Diaconu 2 | Pieter van den Hoogenband Swim Stadium, Eindhoven Gledatelja: 700 Suci: Taylan, Koryzna |

| 21. siječnja 2012. 17:30 | Izvješće | Španjolska                         | 10 – 10   | Crna Gora    | Pieter van den Hoogenband Swim Stadium, Eindhoven Gledatelja: 1 100 Suci: Koganov, Levin |
| 21. siječnja 2012. 17:30 | Izvješće | Po četvrtinama: 1:2, 4:3, 3:3, 2:2 |           |              | Pieter van den Hoogenband Swim Stadium, Eindhoven Gledatelja: 1 100 Suci: Koganov, Levin |
| 21. siječnja 2012. 17:30 | Izvješće | Espanol 4                          | Strijelci | N. Janović 4 | Pieter van den Hoogenband Swim Stadium, Eindhoven Gledatelja: 1 100 Suci: Koganov, Levin |

| 21. siječnja 2012. 20:30 | Izvješće | Njemačka                           | 10 – 9    | Hrvatska | Pieter van den Hoogenband Swim Stadium, Eindhoven Gledatelja: 900 Suci: Stavridis, Vogel |
| 21. siječnja 2012. 20:30 | Izvješće | Po četvrtinama: 3:1, 4:2, 1:2, 2:4 |           |          | Pieter van den Hoogenband Swim Stadium, Eindhoven Gledatelja: 900 Suci: Stavridis, Vogel |
| 21. siječnja 2012. 20:30 | Izvješće | Stamm 4                            | Strijelci | Sukno 3  | Pieter van den Hoogenband Swim Stadium, Eindhoven Gledatelja: 900 Suci: Stavridis, Vogel |

| 23. siječnja 2012. 13:00 | Izvješće | Hrvatska                           | 11 – 10   | Španjolska      | Pieter van den Hoogenband Swim Stadium, Eindhoven Gledatelja: 450 Suci: Fekete, Taylan |
| 23. siječnja 2012. 13:00 | Izvješće | Po četvrtinama: 1:3, 5:1, 3:1, 2:5 |           |                 | Pieter van den Hoogenband Swim Stadium, Eindhoven Gledatelja: 450 Suci: Fekete, Taylan |
| 23. siječnja 2012. 13:00 | Izvješće | pet igrača po 2 zgoditka           | Strijelci | Molina, Perez 3 | Pieter van den Hoogenband Swim Stadium, Eindhoven Gledatelja: 450 Suci: Fekete, Taylan |

| 23. siječnja 2012. 16:00 | Izvješće | Srbija                             | 7 – 11    | Crna Gora            | Pieter van den Hoogenband Swim Stadium, Eindhoven Gledatelja: 750 Suci: Stavridis, Levin |
| 23. siječnja 2012. 16:00 | Izvješće | Po četvrtinama: 2:3, 1:3, 4:3, 0:2 |           |                      | Pieter van den Hoogenband Swim Stadium, Eindhoven Gledatelja: 750 Suci: Stavridis, Levin |
| 23. siječnja 2012. 16:00 | Izvješće | Gocić, Pijetlović 2                | Strijelci | M. Janović, Ivović 3 | Pieter van den Hoogenband Swim Stadium, Eindhoven Gledatelja: 750 Suci: Stavridis, Levin |

| 23. siječnja 2012. 17:30 | Izvješće | Rumunjska                          | 9 – 10    | Njemačka                 | Pieter van den Hoogenband Swim Stadium, Eindhoven Gledatelja: 800 Suci: Gomez, Bervoets |
| 23. siječnja 2012. 17:30 | Izvješće | Po četvrtinama: 2:4, 3:2, 2:2, 2:2 |           |                          | Pieter van den Hoogenband Swim Stadium, Eindhoven Gledatelja: 800 Suci: Gomez, Bervoets |
| 23. siječnja 2012. 17:30 | Izvješće | Diaconu 3                          | Strijelci | tri igrača po 2 zgoditka | Pieter van den Hoogenband Swim Stadium, Eindhoven Gledatelja: 800 Suci: Gomez, Bervoets |

## Za plasman od 7. do 12. mjesta
|  | 9. - 12. mjesto | 9. - 12. mjesto | 9. - 12. mjesto |            |    | 7. - 10. mjesto  | 7. - 10. mjesto  | 7. - 10. mjesto  |  |  | 7. i 8. mjesto  | 7. i 8. mjesto  | 7. i 8. mjesto  |
|  |                 |                 |                 |            |    |                  |                  |                  |  |  |                 |                 |                 |
|  |                 |                 |                 |            |    |                  | Rumunjska        | 16               |  |  |                 |                 |                 |
|  |                 | Makedonija      | 10              |            |    |                  | Rumunjska        | 16               |  |  |                 |                 |                 |
|  |                 | Makedonija      | 10              | Hrvatska   | 15 |                  |                  |                  |  |  |                 |                 |                 |
|  |                 | Rumunjska       | 12              | Hrvatska   | 15 |                  |                  |                  |  |  |                 |                 |                 |
|  |                 |                 |                 |            |    |                  |                  |                  |  |  | 8.              | Rumunjska       | 8               |
|  |                 |                 |                 |            |    |                  |                  |                  |  |  | 8.              | Rumunjska       | 8               |
|  |                 |                 |                 |            |    |                  |                  |                  |  |  | 7.              | Španjolska      | 9               |
|  |                 |                 |                 |            |    |                  | Španjolska       | 14               |  |  | 7.              | Španjolska      | 9               |
|  |                 | Turska          | 4               |            |    |                  | Španjolska       | 14               |  |  |                 |                 |                 |
|  |                 | Turska          | 4               | Nizozemska | 9  |                  |                  |                  |  |  |                 |                 |                 |
|  |                 | Španjolska      | 16              | Nizozemska | 9  |                  |                  |                  |  |  |                 |                 |                 |
|  |                 | Španjolska      | 16              |            |    |                  |                  |                  |  |  |                 |                 |                 |
|  |                 |                 |                 |            |    | 11. i 12. mjesto | 11. i 12. mjesto | 11. i 12. mjesto |  |  | 9. i 10. mjesto | 9. i 10. mjesto | 9. i 10. mjesto |
|  |                 |                 |                 |            |    |                  |                  |                  |  |  |                 |                 |                 |
|  |                 |                 |                 |            |    | 11.              | Makedonija       | 9                |  |  | 9.              | Hrvatska        | 16              |
|  |                 |                 |                 |            |    | 12.              | Turska           | 7                |  |  | 10.             | Nizozemska      | 4               |

### Četvrtzavršnica
| 25. siječnja 2012. 14:00 | Izvješće | Makedonija                         | 10 – 12   | Rumunjska        | Pieter van den Hoogenband Swim Stadium, Eindhoven Gledatelja: 200 Suci: Spiegel, Vogel |
| 25. siječnja 2012. 14:00 | Izvješće | Po četvrtinama: 1:1, 3:4, 3:4, 3:3 |           |                  | Pieter van den Hoogenband Swim Stadium, Eindhoven Gledatelja: 200 Suci: Spiegel, Vogel |
| 25. siječnja 2012. 14:00 | Izvješće | Randžić 3                          | Strijelci | Diaconu, Kadar 3 | Pieter van den Hoogenband Swim Stadium, Eindhoven Gledatelja: 200 Suci: Spiegel, Vogel |

| 25. siječnja 2012. 16:00 | Izvješće | Turska                             | 4 – 16    | Španjolska | Pieter van den Hoogenband Swim Stadium, Eindhoven Gledatelja: 500 Suci: Bervoets, Bianchi |
| 25. siječnja 2012. 16:00 | Izvješće | Po četvrtinama: 0:5, 3:4, 0:3, 1:4 |           |            | Pieter van den Hoogenband Swim Stadium, Eindhoven Gledatelja: 500 Suci: Bervoets, Bianchi |
| 25. siječnja 2012. 16:00 | Izvješće | četiri igrača po 1 zgoditak        | Strijelci | Perrone 4  | Pieter van den Hoogenband Swim Stadium, Eindhoven Gledatelja: 500 Suci: Bervoets, Bianchi |

### Poluzavršnica
| 27. siječnja 2012. 14:00 | Izvješće | Rumunjska                                                      | 16 – 15   | Hrvatska | Pieter van den Hoogenband Swim Stadium, Eindhoven Gledatelja: 500 Suci: Bervoets, Stajković |
| 27. siječnja 2012. 14:00 | Izvješće | Po četvrtinama: 4:2, 3:2, 2:1, 1:5 Produžeci: 2:2 Peterci: 4:3 |           |          | Pieter van den Hoogenband Swim Stadium, Eindhoven Gledatelja: 500 Suci: Bervoets, Stajković |
| 27. siječnja 2012. 14:00 | Izvješće | Radu 4                                                         | Strijelci | Sukno 6  | Pieter van den Hoogenband Swim Stadium, Eindhoven Gledatelja: 500 Suci: Bervoets, Stajković |

| 27. siječnja 2012. 16:00 | Izvješće | Španjolska                         | 14 – 9    | Nizozemska   | Pieter van den Hoogenband Swim Stadium, Eindhoven Gledatelja: 1 500 Suci: Bianchi, Vasileiou |
| 27. siječnja 2012. 16:00 | Izvješće | Po četvrtinama: 6:3, 4:0, 2:4, 2:2 |           |              | Pieter van den Hoogenband Swim Stadium, Eindhoven Gledatelja: 1 500 Suci: Bianchi, Vasileiou |
| 27. siječnja 2012. 16:00 | Izvješće | Garcia 5                           | Strijelci | Gottemaker 4 | Pieter van den Hoogenband Swim Stadium, Eindhoven Gledatelja: 1 500 Suci: Bianchi, Vasileiou |

### Plasman 11. mjesto
| 27. siječnja 2012. 12:00 | Izvješće | Makedonija                         | 9 – 7     | Turska          | Pieter van den Hoogenband Swim Stadium, Eindhoven Gledatelja: 200 Suci: Dutilh, Sadekov |
| 27. siječnja 2012. 12:00 | Izvješće | Po četvrtinama: 3:1, 2:2, 2:1, 2:3 |           |                 | Pieter van den Hoogenband Swim Stadium, Eindhoven Gledatelja: 200 Suci: Dutilh, Sadekov |
| 27. siječnja 2012. 12:00 | Izvješće | Vuksanović, Dimovski, Randžić 2    | Strijelci | Okman, Hantal 3 | Pieter van den Hoogenband Swim Stadium, Eindhoven Gledatelja: 200 Suci: Dutilh, Sadekov |

### Plasman 9. mjesto
| 28. siječnja 2012. 09:00 | Izvješće | Hrvatska                           | 16 – 4    | Nizozemska | Pieter van den Hoogenband Swim Stadium, Eindhoven Gledatelja: 1 200 Suci: Taylan, Vogel |
| 28. siječnja 2012. 09:00 | Izvješće | Po četvrtinama: 2:1, 5:1, 4:2, 5:0 |           |            | Pieter van den Hoogenband Swim Stadium, Eindhoven Gledatelja: 1 200 Suci: Taylan, Vogel |
| 28. siječnja 2012. 09:00 | Izvješće | Sukno 5                            | Strijelci | Gerritse 2 | Pieter van den Hoogenband Swim Stadium, Eindhoven Gledatelja: 1 200 Suci: Taylan, Vogel |

### Plasman 7. mjesto
| 28. siječnja 2012. 10:30 | Izvješće | Rumunjska                          | 8 – 9     | Španjolska | Pieter van den Hoogenband Swim Stadium, Eindhoven Gledatelja: 900 Suci: Spiegel, Vasileiou |
| 28. siječnja 2012. 10:30 | Izvješće | Po četvrtinama: 1:2, 1:2, 3:1, 3:4 |           |            | Pieter van den Hoogenband Swim Stadium, Eindhoven Gledatelja: 900 Suci: Spiegel, Vasileiou |
| 28. siječnja 2012. 10:30 | Izvješće | Radu 3                             | Strijelci | Minguell 6 | Pieter van den Hoogenband Swim Stadium, Eindhoven Gledatelja: 900 Suci: Spiegel, Vasileiou |

## Za medalje
|  | Četvrtfinale | Četvrtfinale | Četvrtfinale |          |    | Polufinale     | Polufinale     | Polufinale     |  |  | Finale    | Finale    | Finale    |
|  |              |              |              |          |    |                |                |                |  |  |           |           |           |
|  |              |              |              |          |    |                | Italija        | 8              |  |  |           |           |           |
|  |              | Italija      | 9            |          |    |                | Italija        | 8              |  |  |           |           |           |
|  |              | Italija      | 9            | Srbija   | 12 |                |                |                |  |  |           |           |           |
|  |              | Njemačka     | 4            | Srbija   | 12 |                |                |                |  |  |           |           |           |
|  |              |              |              |          |    |                |                |                |  |  | 2.        | Crna Gora | 8         |
|  |              |              |              |          |    |                |                |                |  |  | 2.        | Crna Gora | 8         |
|  |              |              |              |          |    |                |                |                |  |  | 1.        | Srbija    | 9         |
|  |              |              |              |          |    |                | Crna Gora      | 14             |  |  | 1.        | Srbija    | 9         |
|  |              | Grčka        | 9            |          |    |                | Crna Gora      | 14             |  |  |           |           |           |
|  |              | Grčka        | 9            | Mađarska | 13 |                |                |                |  |  |           |           |           |
|  |              | Crna Gora    | 11           | Mađarska | 13 |                |                |                |  |  |           |           |           |
|  |              | Crna Gora    | 11           |          |    |                |                |                |  |  |           |           |           |
|  |              |              |              |          |    | 5. i 6. mjesto | 5. i 6. mjesto | 5. i 6. mjesto |  |  | 3. mjesto | 3. mjesto | 3. mjesto |
|  |              |              |              |          |    |                |                |                |  |  |           |           |           |
|  |              |              |              |          |    | 5.             | Njemačka       | 9              |  |  | 3.        | Mađarska  | 12        |
|  |              |              |              |          |    | 6.             | Grčka          | 6              |  |  | 4.        | Italija   | 9         |

### Četvrtzavršnica
| 25. siječnja 2012. 18:00 | Izvješće | Italija                            | 9 – 4     | Njemačka | Pieter van den Hoogenband Swim Stadium, Eindhoven Suci: Levin, Stavridis |
| 25. siječnja 2012. 18:00 | Izvješće | Po četvrtinama: 2:1, 3:2, 3:1, 1:0 |           |          | Pieter van den Hoogenband Swim Stadium, Eindhoven Suci: Levin, Stavridis |
| 25. siječnja 2012. 18:00 | Izvješće | Presciutti 3                       | Strijelci | Oeler 3  | Pieter van den Hoogenband Swim Stadium, Eindhoven Suci: Levin, Stavridis |

| 25. siječnja 2012. 20:00 | Izvješće | Grčka                              | 9 – 11    | Crna Gora              | Pieter van den Hoogenband Swim Stadium, Eindhoven Gledatelja: 750 Suci: Koryzna, Teixido |
| 25. siječnja 2012. 20:00 | Izvješće | Po četvrtinama: 4:2, 2:4, 2:4, 1:1 |           |                        | Pieter van den Hoogenband Swim Stadium, Eindhoven Gledatelja: 750 Suci: Koryzna, Teixido |
| 25. siječnja 2012. 20:00 | Izvješće | Miralis, Mtoskas 2                 | Strijelci | M. Janović, Gojković 3 | Pieter van den Hoogenband Swim Stadium, Eindhoven Gledatelja: 750 Suci: Koryzna, Teixido |

### Poluzavršnica
| 27. siječnja 2012. 18:00 | Izvješće | Italija                            | 8 – 12    | Srbija      | Pieter van den Hoogenband Swim Stadium, Eindhoven Gledatelja: 1 800 Suci: Levin, Teixido |
| 27. siječnja 2012. 18:00 | Izvješće | Po četvrtinama: 5:4, 1:4, 1:3, 1:1 |           |             | Pieter van den Hoogenband Swim Stadium, Eindhoven Gledatelja: 1 800 Suci: Levin, Teixido |
| 27. siječnja 2012. 18:00 | Izvješće | Gallo 3                            | Strijelci | Filipović 3 | Pieter van den Hoogenband Swim Stadium, Eindhoven Gledatelja: 1 800 Suci: Levin, Teixido |

| 27. siječnja 2012. 20:00 | Izvješće | Crna Gora                                         | 14 – 13   | Mađarska | Pieter van den Hoogenband Swim Stadium, Eindhoven Gledatelja: 1 900 Suci: Spiegel, Koganov |
| 27. siječnja 2012. 20:00 | Izvješće | Po četvrtinama: 2:2, 4:3, 4:3, 2:4 Produžeci: 2:1 |           |          | Pieter van den Hoogenband Swim Stadium, Eindhoven Gledatelja: 1 900 Suci: Spiegel, Koganov |
| 27. siječnja 2012. 20:00 | Izvješće | M. Janović 5                                      | Strijelci | Kiss 4   | Pieter van den Hoogenband Swim Stadium, Eindhoven Gledatelja: 1 900 Suci: Spiegel, Koganov |

### Plasman 5. mjesto
| 28. siječnja 2012. 12:00 | Izvješće | Njemačka                           | 9 – 6     | Grčka                     | Pieter van den Hoogenband Swim Stadium, Eindhoven Gledatelja: 1 200 Suci: Fekete, Alexandrescu |
| 28. siječnja 2012. 12:00 | Izvješće | Po četvrtinama: 1:2, 2:1, 3:2, 3:1 |           |                           | Pieter van den Hoogenband Swim Stadium, Eindhoven Gledatelja: 1 200 Suci: Fekete, Alexandrescu |
| 28. siječnja 2012. 12:00 | Izvješće | Roebing 3                          | Strijelci | šest igrača po 1 zgoditak | Pieter van den Hoogenband Swim Stadium, Eindhoven Gledatelja: 1 200 Suci: Fekete, Alexandrescu |

### Plasman 3. mjesto
| 29. siječnja 2012. 13:30 | Izvješće | Italija                            | 9 – 12    | Mađarska | Pieter van den Hoogenband Swim Stadium, Eindhoven Gledatelja: 2 000 Suci: Periš, Buch |
| 29. siječnja 2012. 13:30 | Izvješće | Po četvrtinama: 1:1, 3:4, 4:1, 1:6 |           |          | Pieter van den Hoogenband Swim Stadium, Eindhoven Gledatelja: 2 000 Suci: Periš, Buch |
| 29. siječnja 2012. 13:30 | Izvješće | Giorgetti, Gallo, Presciutti 2     | Strijelci | Biros 6  | Pieter van den Hoogenband Swim Stadium, Eindhoven Gledatelja: 2 000 Suci: Periš, Buch |

### Završnica za prvo mjesto
| 29. siječnja 2012. 15:30 | Izvješće | Srbija                             | 9 – 8     | Crna Gora | Pieter van den Hoogenband Swim Stadium, Eindhoven Gledatelja: 2 300 Suci: Gomez, Stavridis |
| 29. siječnja 2012. 15:30 | Izvješće | Po četvrtinama: 1:1, 2:3, 3:1, 3:3 |           |           | Pieter van den Hoogenband Swim Stadium, Eindhoven Gledatelja: 2 300 Suci: Gomez, Stavridis |
| 29. siječnja 2012. 15:30 | Izvješće | Udovičić, Mitrović 2               | Strijelci | Radović 3 | Pieter van den Hoogenband Swim Stadium, Eindhoven Gledatelja: 2 300 Suci: Gomez, Stavridis |

## Konačni poredak
| \| Poredak \| Momčad \| \| ------- \| ---------- \| \| \| Srbija \| \| \| Crna Gora \| \| \| Mađarska \| \| 4. \| Italija \| \| 5. \| Njemačka \| \| 6. \| Grčka \| \| 7. \| Španjolska \| \| 8. \| Rumunjska \| \| 9. \| Hrvatska \| \| 10. \| Nizozemska \| \| 11. \| Makedonija \| \| 12. \| Turska \| |            |
| Poredak | Momčad     |
| | Srbija     |
| | Crna Gora  |
| | Mađarska   |
| 4. | Italija    |
| 5. | Njemačka   |
| 6. | Grčka      |
| 7. | Španjolska |
| 8. | Rumunjska  |
| 9. | Hrvatska   |
| 10. | Nizozemska |
| 11. | Makedonija |
| 12. | Turska     |